# Barbara Stanisława Drapczyńska

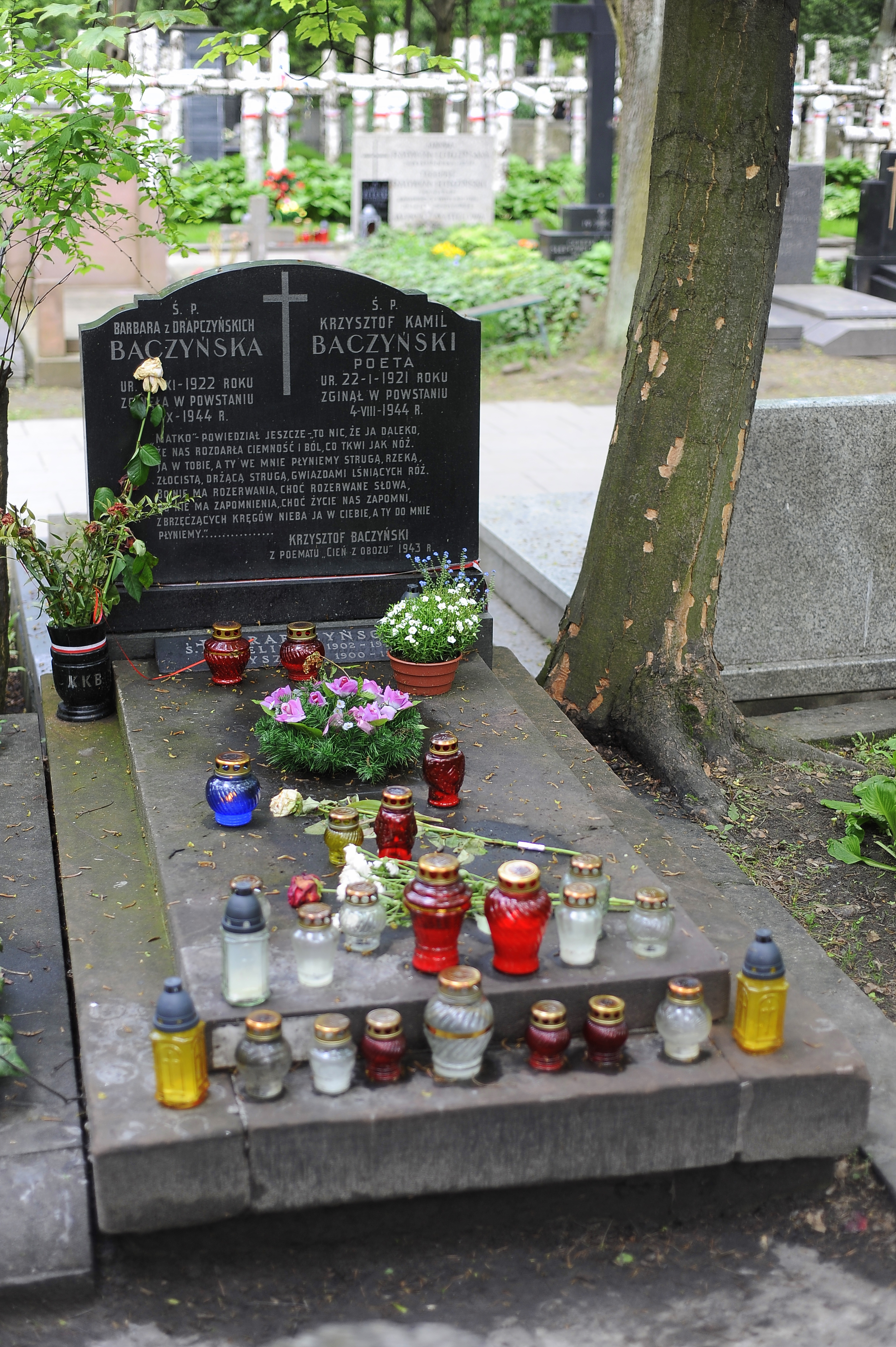
Grób Barbary Drapczyńskiej-Baczyńskiej i Krzysztofa Kamila Baczyńskiego na warszawskim Cmentarzu Wojskowym na Powązkach

Barbara Stanisława z Drapczyńskich Baczyńska (ur. 13 listopada 1922 we Wieczfni Kościelnej, zm. 1 września 1944 w Warszawie) – studentka polonistyki na tajnym Uniwersytecie Warszawskim, żona Krzysztofa Kamila Baczyńskiego.

## Życiorys
Jej ojciec był właścicielem drukarni przy ul. Pięknej (wtedy ul. Piusa XI) w Warszawie. Po wybuchu II wojny światowej studiowała polonistykę na Uniwersytecie Warszawskim razem z Krzysztofem Kamilem Baczyńskim. Baczyńskiego poznała 1 grudnia 1941 w domu Emilii i Tadeusza Hiżów, a 3 czerwca 1942 roku o godzinie dziesiątej wzięła z nim ślub w kościele na Solcu. Po ślubie zamieszkali w wynajętym dwuizbowym mieszkaniu przy ul. T. Hołówki 3 m. 83 na warszawskim Czerniakowie. Nieraz organizowali u siebie w domu czytanie polskich książek młodzieży czy spotkania żołnierzy Armii Krajowej.
Jako żona stała się, tuż obok matki, jedną z najważniejszych osób w życiu i twórczości Baczyńskiego. Poświęcił jej wiele erotyków i liryków miłosnych. W 2021 rękopiśmienny wybór wierszy pt. W żalu najczystszym, wykonany własnoręcznie przez poetę jako prezent ślubny dla Barbary, został wpisany na Polską Listę Krajową Programu UNESCO „Pamięć Świata”.

## Śmierć
Barbara Drapczyńska została 24 sierpnia 1944 roku trafiona w głowę odłamkiem szkła podczas powstania warszawskiego, prawdopodobnie pod gmachem Teatru Wielkiego. Zmarła 1 września 1944 roku. Pochowana na Cmentarzu Wojskowym na Powązkach w Warszawie (kwatera 22A-2-25).